# NGC 4178

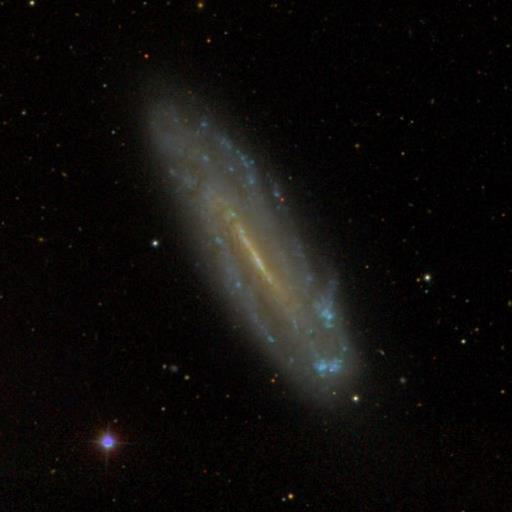
Hình ảnh NGC 4178 của SDSS

NGC 4178 là tên của một thiên hà xoắn ốc có thanh chắn nằm trong chòm sao Xử Nữ Vào ngày 11 tháng 4 năm 1825, nhà thiên văn học người Anh John Herschel đã khám phá ra thiên hà này. Khoảng cách của nó với Trái Đất là 43,8 triệu năm ánh sáng, kích thước biểu kiến của nó là 2,3' x 0,4' và nghiêng một góc 77° từ điểm nhìn của Trái Đất. Phân loại hình thái của thiên hà này là SB(rs)dm, nghĩa là nó có một thanh chắn ở lõi (SB), có một cấu trúc đai bao quanh thanh chắn (rs) và các nhánh xoắn ốc của nó gãy khúc, bất thường, rối, cũng như có một điểm phình ở đó (dm). Thiên hà này là thiên hà thành viên của nhóm thiên hà Xử Nữ, nhóm này là nhóm nhiều thiên hà nhất bên ngoài nhóm Địa Phương và là trung tâm của siêu đám Xử Nữ.
Sự phát xạ sóng vô tuyến liên tục của thiên hà này dọc theo trục lớn của nó thì không đều nhau, phần phía tây nam thì độ phát xạ mạnh hơn phân đông bắc. Trong dải hồng ngoại giữa, quang phổ của nó cho thấy mức độ của sự ion hóa cao liên quan tới sự có mặt của nhân thiên hà hoạt động. Tuy nhiên các quan sát quang học lại phủ nhận khẳng định trên, có lẽ nhân của nó bị che khuất hoàn toàn. Thực vậy, lượng các vật chất bị ion hóa tăng dần khi càng đến gần phần lõi. Dù không cò điểm phình thiên hà nhưng nó có một lỗ đen siêu khối lượng được phát hiện ở đại quan sát Chandra X-ray vào năm 2012. Khối lượng của lỗ đen này khoảng từ 104 đến 105 lần khối lượng mặt trời. Do vậy, đó là một trong những lỗ đen ở trung tâm thiên hà có khối lượng thấp nhất.
Tháng 5 năm 1963, G. V. Zaytsheva đã quan sát được một siêu tân tinh tên là SN 1963i tại đài quan sát Konkoly ở Budapest. Nó được nghi ngờ là siêu tân tinh loại Ia nhưng hiện tại vẫn chưa được xác nhận.

## Dữ liệu hiện tại
Theo như quan sát, đây là thiên hà nằm trong chòm sao Xử Nữ và dưới đây là một số dữ liệu khác:
Xích kinh 12h 12m 46.443s
Độ nghiêng +10° 51′ 57.59″
Giá trị dịch chuyển đỏ 0.001261 ± 0.000013
Vận tốc xuyên tâm +377 km/s
Kích thước biểu kiến 2.300′ × 0.414′
Loại thiên hà SB(rs)dm